# Songs from the Underground
Songs from the Underground - EP je první kompilační album americké rockové skupiny Linkin Park, které vyšlo 28. listopadu 2008. Album obsahuje skladby, které byly dříve vydány prostřednictvím fanklubu Linkin Park Underground, a také dvě dříve nevydané živé skladby z Projekt Revolution 2008.

## Seznam skladeb
| Pořadí         | Název                                                                                            | Délka |
| -------------- | ------------------------------------------------------------------------------------------------ | ----- |
| 1.             | "Announcement Service Public"                                                                    | 2:23  |
| 2.             | "QWERTY" (Studio Version)                                                                        | 3:20  |
| 3.             | "And One"                                                                                        | 4:28  |
| 4.             | "Sold My Soul to Yo Mama"                                                                        | 1:56  |
| 5.             | "Dedicated" (Demo 1999)                                                                          | 3:10  |
| 6.             | "Hunger Strike" (Live from Projekt Revolution 2008 – Chris Cornell featuring Chester Bennington) | 4:12  |
| 7.             | "My December" (Live 2008)                                                                        | 4:12  |
| 8.             | "Part of Me"                                                                                     | 12:40 |
| Celková délka: | Celková délka:                                                                                   | 36:45 |

| Další skladba ke stažení | Další skladba ke stažení                                                                                        | Další skladba ke stažení |
| Pořadí                   | Název | Délka                    |
| ------------------------ | --- | ------------------------ |
| 1.                       | "Crawling" (Live at Projekt Revolution 2008 – includes verses from "Hands Held High") (featuring Chris Cornell) |                          |